# Jon Endre Mørk
Jon Endre Mørk (ur. 4 czerwca 1967 w Oslo) – norweski montażysta filmowy.

## Filmografia
| - 2011: Babycall - 2010: Varg Veum II - Skriften på veggen - 2010: Keeper'n til Liverpool - 2009: Scener fra et vennskap - 2009: Appelsinpiken - 2009: Vegas - 2009: De andre - 2008: Gatas Gynt - 2008: Varg Veum − Falne engler - 2008: Red - 2008: Hotel zła II (Fritt vilt II) - 2007: Hangman - 2006: Hotel zła (Fritt vilt) - 2007: Natural Born Star - 2007: Blodsbånd - 2006: Ole Bull − Himmelstormeren - 2006: Exit the Situation - 2006: Trøbbel - 2006: Grenselos - 2005: Sandmann − Historien om en sosialistisk supermann - 2005: Giganten | - 2005: Thomas Hylland Eriksen og historien om origamijenta - 2005: Wróg ludu (En Folkefiende) - 2005: Drømmefangeren (serial TV) - 2004: Skolen (serial TV) - 2004: Bare Bea - 2003: Møter uten kjærlighet - 2003: Jedna miłość (One Love) - 2003: Oblivion - 2002: Kutt - 2001: Tyskland år 00 - 2001: Lime - 2000: Fort Forover - 2000: De 7 dødssyndene - 2000: Fråtseri - 2000: Vrede - 2000: Misunnelse - 2000: 1 av 6 - 2000: Gåden om Scandinavian Star - 1999: Frosset hjerte - 1999: Misery Harbour - 1998: Tann for Tann |